# Joe Fortenberry
Joe Cephis Fortenberry (Leo, 1 april 1911 – Amarillo, 3 juni 1993) was een Amerikaans basketballer. Hij won met het Amerikaans basketbalteam als aanvoerder de gouden medaille op de Olympische Zomerspelen 1936. 
Fortenberry speelde voor de Ogden Boosters, de McPherson Oilers en de Phillips 66ers. Tijdens de Olympische Spelen speelde hij twee wedstrijden, inclusief de finale. Gedurende deze wedstrijden scoorde hij 29 punten.